# كامينا
كامينا هي عاصمة مقاطعة أوت لومامي في جمهورية الكونغو الديمقراطية.

## المواصلات
تُعرف كامينا بأنها عقدة سكة حديد مهمة؛ ثلاثة خطوط للسكك الحديدية في جمهورية الكونغو الديمقراطية تمتد من كامينا باتجاه الشمال والغرب والجنوب الشرقي. يوجد بها مطاران، أحدهما مدني (مطار كامينا)  والآخر عسكري (مطار قاعدة كامينا). 

## عسكريا
أنشأت القوات المسلحة البلجيكية قاعدة عسكرية كبيرة في كامينا بعد الحرب العالمية الثانية. يتكون مجمع القاعدة الكبير من القاعدة 1، وهي قاعدة جوية تستخدم للتدريب على الطيران، والقاعدة 2، وهي منشأة تدريب المظليين. من سبتمبر 1953 إلى 1960، قامت مدرسة الطيارين المتقدمين التابعة للقوات الجوية البلجيكية بتشغيل حوالي 60 من نورث أمريكان تي-6 تيكسان من القاعدة. 
عندما حصلت الكونغو على استقلالها في يونيو 1960، احتفظت بلجيكا في البداية بالسيطرة على كامينا، بموجب اتفاق مع الحكومة الكونغولية، ولكن في أكتوبر 1960، استولت الأمم المتحدة على القاعدة.   لم تكن القاعدة تحت سيطرة كاتانغا أبدًا، على الرغم من احتلال قوات الكاتانغا لبلدة كامينافيل القريبة.
في أوائل عام 1964، سلمت الأمم المتحدة كامينا إلى القوات المسلحة الكونغولية. وهي الآن مركز «دمج» لجيش جمهورية الكونغو الديمقراطية الذي يتشكل ببطء.